# Elsfjord Station
Elsfjord Station (Elsfjord stasjon) er en tidligere jernbanestation på Nordlandsbanen, der ligger ved bygden Elsfjord i Vefsn kommune i Norge.
Stationen åbnede 15. marts 1941, da banen blev forlænget dertil fra Mosjøen. Den fungerede som endestation, indtil det næste stykke videre til Bjerka åbnede 20. februar 1942. Betjeningen med persontog blev indstillet 28. maj 1989, men der var sidespor frem til 2005.
Stationsbygningen blev opført i 1936 efter tegninger af Gudmund Hoel og Bjarne Friis Baastad. Den toetages bygning er opført i træ og rummede oprindeligt ventesal, ekspedition, telegraf og godsrum i stueetagen og tjenestebolig på første sal.